# Milorad Drašković
Milorad Drašković (Serbio cirílico: Милорад Драшковић; Polom, 10 de abril de 1873-Delnice, 21 de julio de 1921) fue un abogado, empresario y político serbio, que, entre otros cargos, ejerció como Ministro del Interior del Reino de los Serbios, Croatas y Eslovenos.

## Biografía
Nació en 1873, en el pueblo minero de Polom, cerca de Gornji Milanovac, actualmente ubicado en el distrito de Moravica. De joven se trasladó a Belgrado, donde estudió Derecho en la Universidad de Belgrado y se graduó de esta en 1894. Empezó a ejercer como abogado y en 1899 fue expulsado de Serbia por pertenecer al Partido Radical Independiente. Durante su exilio viajó por Suiza y Francia para instruirse en el negocio lácteo; a su regreso a Serbia en 1900 se empezó a dedicar a la ganadería lechera en las cercanías de Smederevo. Tras el golpe de Mayo y la llegada al poder de dinastía Karađorđević, se le permitió a e permitió a Drašković volver a participar en política. En 1905 fue nombrado ministro de Economía Nacional del Reino de Serbia y diputado a la Asamblea Nacional. Al comienzo de la Primera Guerra Mundial, fue designado ministro de Construcción y Transporte, y durante la retirada del ejército serbio a Corfú, a finales de 1915, fue nombrado como Ministro del Ejército.
Tras acabarse la Guerra, el regente Alejandro Karađorđević lo nombró ministro del Interior del recién fundado Reino de los Serbios, Croatas y Eslovenos. Ocupando este cargo fue representante de Serbia en la Conferencia de Paz de París, que culminó con éxito para los serbios. Drašković es principalmente conocido por haber sido el creador de Obznana, ley que prohibió la propaganda comunista y las huelgas en Yugoslavia, proscribiendo al Partido Comunista de Yugoslavia. Como resultado, se convirtió en un objetivo político de los terroristas comunistas, principalmente para miembros de la organización terrorista Justicia Roja. Sufrió un primer intento de asesinato en Belgrado el 3 de mayo de 1921, razón por la cual renunció.

## Muerte
El 21 de julio de 1921 Alija Alijagić, miembro de la organización comunista Crvena Pravda, disparó y asesinó a Drašković en Delnice. Aunque Drašković era un acérrimo anticomunista y promulgó varias leyes anticomunistas, el Partido Comunista de Yugoslavia condenó el acto. Sin embargo, esto inspiró al rey Alejandro a promulgar una ley sobre la protección del estado que ilegalizó al partido comunista.
Su cuerpo fue trasladado de Delnice a Belgrado y enterrado el 24 de julio de 1921 en el Nuevo Cementerio de Belgrado.
En abril de 2005, en el barrio de Petlovo brdo de Belgrado, una calle que llevaba el nombre de Alija Alijagić desde la Segunda Guerra Mundial pasó a llamarse calle Milorad Drašković.

## Vida personal
Tuvo cuatro hijos: Radoje, Bojana, Slobodan y Milorad .
Su hijo Slobodan fue enviado a un campo de concentración nazi en la Segunda Guerra Mundial y luego emigró a los Estados Unidos. Allí se convirtió en miembro del Consejo de Defensa Nacional de Serbia y de la Sociedad John Birch, pero luego se fue debido a la desilusión de su pacifismo.